# Schloss Welsbach
Schloss Welsbach är ett slott i Österrike.   Det ligger i distriktet Sankt Veit an der Glan och förbundslandet Kärnten, i den centrala delen av landet, 210 km sydväst om huvudstaden Wien. Schloss Welsbach ligger 729 meter över havet.
Terrängen runt Schloss Welsbach är huvudsakligen kuperad, men åt sydost är den platt. Närmaste större samhälle är Althofen, 6,8 km öster om Schloss Welsbach. 
I omgivningarna runt Schloss Welsbach växer i huvudsak blandskog. Runt Schloss Welsbach är det ganska glesbefolkat, med 38 invånare per kvadratkilometer.